# Серебродиторий
Серебродиторий — бинарное неорганическое соединение, интерметаллид
серебра и тория
с формулой AgTh2,
кристаллы.

## Получение
- Сплавление стехиометрических количеств чистых веществ:

{\displaystyle {\mathsf {Ag+2Th\ {\xrightarrow {1020^{o}C}}\ AgTh_{2}}}}

## Физические свойства
Серебродиторий образует кристаллы
ромбической сингонии, пространственная группа I 4/mcm, параметры ячейки a = 0,751 нм, c = 0,584 нм, Z = 4,
структура типа диалюминиймеди CuAl2
.
Соединение конгруэнтно плавится при температуре 1020 °C.